# Vol Iberia 610
Le 19 février 1985, un Boeing 727-200 effectuant le vol Iberia 610, un vol intérieur régulier reliant Madrid à Bilbao, en Espagne, s'écrase dans un ravin après avoir percuté une antenne de télévision au sommet du mont Oiz, en Biscaye, lors de l'approche vers Bilbao. Les 141 passagers et sept membres d'équipage à bord ont tous péri dans le crash. Il s'agit de la catastrophe aérienne la plus meurtrière de l'histoire du Pays basque, ainsi que du pire crash aérien impliquant un appareil d'Iberia.
Les autorités espagnoles ont conclu que l'accident avait été causé par une erreur des pilotes. Au cours de l'approche vers l'aéroport international de Bilbao, le système de sélection d'altitude du pilote automatique ne s'est pas enclenché pour des raisons indéterminées, ce qui a permis à l'avion de descendre au-delà de son altitude cible. L'alarme d'altitude a retenti pour informer l'équipage qu'il avait atteint l'altitude prévue. Cependant, le commandant de bord et le copilote l'ont mal interprétée et ont fait voler l'avion encore plus bas. L'aile gauche a fini par heurter une antenne de télévision, provoquant le crash de l'avion.

## Contexte

### Avion
L'aéronef impliqué était un Boeing 727-256 immatriculé EC-DDU (numéro de série 1487). Construit en 1979, cet avion de ligne court/moyen-courrier, capable de transporter 189 passagers, était propulsé par trois turbosoufflantes Pratt & Whitney JT8D-9A. Il a été baptisé « Alhambra de Granada », en référence à l'Alhambra, en Andalousie. Il a été livré neuf à Iberia le 18 mai 1979 et totalisait 13 400 heures de vol au moment de l'accident.

### Passagers et équipage
Le vol 610 transportait 141 passagers et 7 membres d'équipage. Si la majorité des passagers étaient espagnols, les autorités ont également confirmé que plusieurs ressortissants étrangers se trouvaient à bord de l'appareil. Parmi les personnes confirmées figuraient trois Boliviens et trois Américains. Deux Britanniques, un Suisse et un Néerlandais étaient également à bord, mais ces informations n'ont pas pu être confirmées.
Parmi les passagers notables figurent le ministre bolivien du Travail de l'époque, Gonzalo Guzman Eguez, qui se rendait en Espagne pour s'entretenir avec les autorités sur la construction de la ligne ferroviaire La Paz-El Alto, et l'ancien ministre espagnol des Affaires étrangères sous le régime de Franco, Gregorio López-Bravo.
Le commandant de bord a été identifié comme étant José Luis Patiño Arróspide (51 ans). Pilote senior de la compagnie aérienne, il volait avec Iberia depuis 19 ans. Il cumulé 13 600 heures de vol à son actif, ayant déjà volé avec Spantax avant de rejoindre Iberia. Son copilote était Emilio López Peña Ordóñez (38 ans). Il cumulé une expérience de vol totale de 5 548 heures, dont plus de 2 800 sur Boeing 727. Il y avait également à bord un ingénieur de vol, identifié comme étant Gregorio Arroba Martín Delgado (38 ans).

## Déroulement du vol
Le vol 610 était un vol intérieur régulier de passagers entre la capitale espagnole, Madrid, et Bilbao, la plus grande ville du Pays basque. Avec le commandant Patiño et le copilote López aux commandes, l'avion devait décoller de l'Aéroport de Madrid-Barajas dans la matinée ; le vol était court, puisque l'avion devait arriver environ 45 minutes plus tard.
Le vol 610 a décollé de l'aéroport de Madrid-Barajas à 8 h 47 CET et devait atterrir à l'aéroport de Bilbao à 9 h 35. Le copilote López était alors le pilote en fonction (PF), tandis que le commandant Patiño était le pilote non en fonction. Selon les prévisions météorologiques, la région autour de Bilbao, en particulier dans les montagnes, était couverte par un brouillard dense. Le vol s'est déroulé sans incident jusqu'au moment de l'approche.

### Approche
Lors d'une approche standard vers Bilbao, à 4 300 pieds (1 300 m), l'équipage a activé le système d'alerte d'altitude tout en volant par temps couvert et pluvieux. À 9 h 9, l'équipage a reçu l'autorisation de descendre au niveau de vol 4 300 pieds (1 300 m) et à 9 h 16, le copilote a établi le contact avec la tour de l'aéroport de Bilbao. 
Puis le contrôleur a donné l'autorisation de poursuivre la descente : « Iberia six un zéro, vous pouvez continuer la descente, pour une approche ILS vers Bilbao, piste trois zéro, le vent est de 100° à trois nœuds, QNH un zéro deux cinq et transition niveau de vol FL70 (7 000 pieds (2 133 m)) ». L'équipage répète l'information transmise, après quoi le contrôleur lui propose une approche directe. Cependant, le commandant de bord a refusé, choisissant un plan d'approche standard. 
À 9 h 22, l'équipage signale le passage du VOR de Bilbao à une altitude de 7 000 pieds, atteignant ainsi le point de départ de l'approche d'atterrissage. L'équipage a reçu l'autorisation de descendre à une altitude de 5 000 pieds (1 500 m). Ce fut la dernière transmission radio du vol 610. Ensuite, l'avion a commencé à amorcer un virage serré vers la droite en direction de l'aéroport et les pilotes ont abaissé l'altitude cible de 7 000 pieds à 5 000 pieds dans le pilote automatique.

### Accident
L'avion a atteint 5 000 pieds (1 500 m) à 9 h 25. La hauteur minimale dans la région était de 4 354 pieds (1 327 m), mais l'équipage a réglé l'altitude sur le système d'avertissement à 4 300 pieds (1 300 m). Cependant, après avoir atteint cette altitude, l'avion a continué à descendre. Les conditions météorologiques à ce moment-là étaient nuageuses avec du brouillard, avec une visibilité de 2,5 milles (4,0 km). La descente était alors toujours contrôlée par le pilote automatique. L'alerte d'altitude s'est déclenchée lorsque l'avion a atteint 4 040 pieds (1 230 m) ; le commandant a interprété cela comme étant l'alarme du mode d'alerte d'approche, l'a ignorée et a poursuivi la descente en deçà de la hauteur minimale de sécurité.

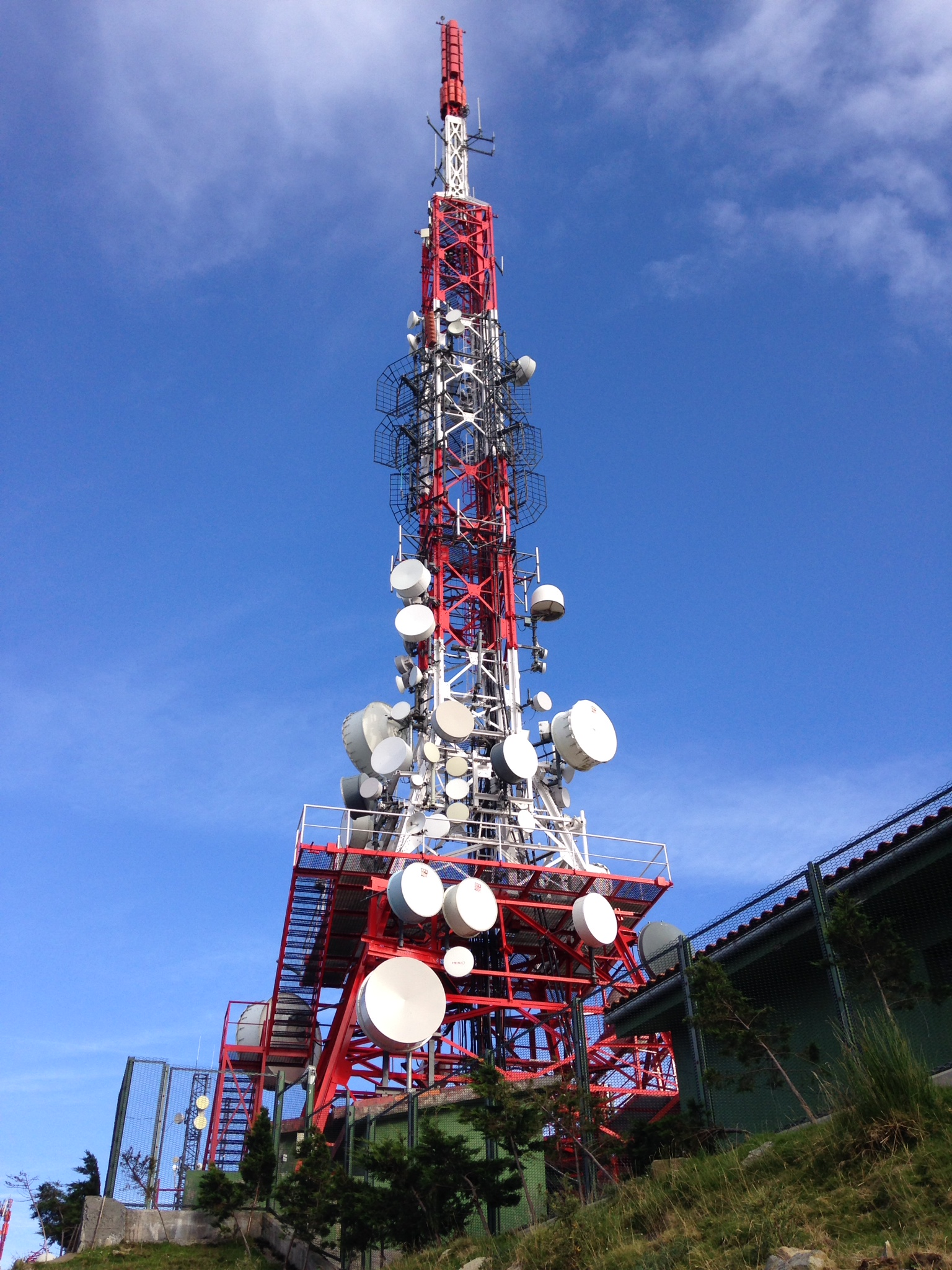
L'antenne EITB percuté par le vol 610, photographié en 2014.

À 9 h 27, après 57 secondes à partir du moment de la descente à une altitude de sécurité et 19 miles (31 km) parcouru, volant alors à 177 pieds (54 m) au-dessus du mont Oiz (altitude 3 356 pieds (1 023 m)) dans une configuration d'atterrissage (volets et train d'atterrissage sortis), et à une vitesse de 208 kn (385 km/h), le vol 610 est entré en collision avec une antenne de la tour de télévision Euskal Telebistarues (EITB), à une altitude de 3 356 pieds (1 023 m), cisaillant entièrement l'aile gauche du 727. 
Perdant brutalement toute portance du côté gauche, l'avion a immédiatement basculé vers la gauche et a plongé vers les bois, à 2 130 pieds (650 m) de la tour de télévision. Il a heurté plusieurs dizaines de pins dans le processus, laissant des bandes d'arbres coupés sur 930 m, avant de s'écraser sur le dos dans un ravin. L'épave a ensuite glissé sur 230 m supplémentaires, se terminant par une énorme explosion et tuant instantanément les 148 passagers et membres d'équipage à bord.

## Enquête
Après l'accident, des questions ont été rapidement soulevées quant à ses causes possibles. La carte d'approche publiée indiquait que l'altitude minimale de sécurité vers Bilbao était de 4 360 pieds (1 329 m), alors que l'avion se trouvait à une altitude nettement inférieure de 3 398 pieds (1 036 m). Le président d'Iberia a confirmé plus tard que le 727 avait volé à une altitude trop basse, mais a refusé de donner plus de détails.
Les deux enregistreurs de vol (CVR et FDR) ont été récupérés le jour même du crash et ont été transportés à Madrid pour des analyses plus approfondies.

### Conclusion
Selon les enquêteurs, l'équipage s'est méfié des actions du pilote automatique pendant la phase de descente, mais il est probable qu'il ait oublié d'activer le bouton « ALT SEL » (sélection d'altitude), qu'il l'ait désactivé par inadvertance ou que le système lui-même ait mal fonctionné. 
En conséquence, après avoir atteint l'altitude assignée, le pilote automatique ne l'a pas pris en compte, ce qui a entraîné une nouvelle descente, et les pilotes n'ont pas pu le contrôler. Lorsque l'alerte d'altitude a retenti, l'équipage a très probablement mal interprété l'alarme. 
Les enquêteurs ont également découvert que la tour de télévision installée sur la montagne n'était pas indiquée sur les cartes de navigation mises à la disposition de l'équipage.

Les enquêteurs ont déterminé, dans leur rapport final, que la cause probable de l'accident était une erreur de pilotage, causée par une mauvaise interprétation des données par l'équipage et à la poursuite de l'approche en dessous de l'altitude de sécurité. Le rapport d'accident précise :

« La confiance des pilotes dans la capture automatique d'altitude effectuée par le système d'alerte de l'avion, la mauvaise interprétation de ses différentes alertes, ainsi qu'une probable erreur de lecture de l'altimètre « à tambour et aiguille » ont fait que l'équipage a fait descendre l'appareil en dessous de l'altitude de sécurité, qui est entré en collision avec l'antenne de télévision, perdant ainsi son aile gauche et plongeant vers le sol, sans récupération possible de l'avion. »